# Carex tetrastachya
Carex tetrastachya là một loài thực vật có hoa trong họ Cói. Loài này được Scheele mô tả khoa học đầu tiên năm 1849.